# Janko Tumbasević
Janko Tumbasević (in serbo Јанко Тумбаceвић?; Šabac, 14 gennaio 1985) è un calciatore montenegrino, centrocampista del Mladost Lučani.

## Palmarès

### Club

#### Competizioni nazionali
- Campionato montenegrino: 1

Zeta: 2006-2007